# Crystal Fighters
 (novembre 2014).
Si vous disposez d'ouvrages ou d'articles de référence ou si vous connaissez des sites web de qualité traitant du thème abordé ici, merci de compléter l'article en donnant les références utiles à sa vérifiabilité et en les liant à la section « Notes et références ».
Crystal Fighters est un groupe d'electro-pop anglo-espagnol formé en 2007. Le premier album du groupe, Star of Love est sorti en octobre 2010.

## Histoire
Une rumeur voudrait que le nom du groupe ait été choisi après la lecture du manuscrit d'un opéra basque écrit par le grand-père de Laure qu'elle aurait trouvé dans son grenier après son décès. D'après cette même légende, les thèmes des chansons viendraient vraisemblablement du même manuscrit.
La chanson Follow est la musique utilisée dans la pub Sony Xperia S, ainsi que dans la bande son du jeu "Fifa 13" et dans la série "Reign".
La chanson Champion Sound a été utilisée dans l'épisode 2 de la saison 6 de Gossip Girl ainsi que dans l'épisode 1 de la saison 4 de Cougar Town.
B
La chanson At Home a été utilisée dans le premier épisode de La Belle et ses princes presque charmants saison 2 ainsi que dans le dernier épisode de la saison 2 de Teen Wolf.
La chanson Plage a été utilisée dans le film The Croods.
La chanson With You a été utilisée dans l'épisode 3 de la saison 5 de Skins.
La chanson Love natural est utilisée dans la bande son du jeu "Fifa 14" et dans la pub pour Haribo.
La chanson You And I est utilisée dans la pub de la chaîne Bein Sports pour l'année 2014 et dans la pub easyJet.
La chanson In the summer a été utilisée dans Beauty and the Beast.
La chanson All night est utilisée dans la pub 2018 Kiabi.

## Formation

### Membres actuels
- Sebastian Pringle : Chant, Guitare
- Gilbert Vierich : Guitare, Programmation, Percussions
- Graham Dickson : Guitare, Percussions
- Eleanor Fletcher (Ellie) : Chant
- Nila Raja : chant

### Anciens membres
- Andrea Marongiu : Batterie (jusqu'en 2014)